# Belcaire (fleuve)
Pour les articles homonymes, voir Belcaire (homonymie).
Le Belcaire est un petit fleuve côtier espagnol et méditerranéen, au cours intermittent, situé dans la Communauté valencienne.

## Géographie
Il prend sa source dans la Sierra d'Espadan, sur le territoire de la commune d'Alfondeguilla, puis traverse La Vall d'Uixó où il reçoit les eaux relativement abondantes de la source de San José. Il atteint finalement la plaine dans la commune de Moncófar et se jette dans la mer Méditerranée après un parcours de 18 km.
Depuis 2006, il a fait l'objet de travaux de régulation, afin d'utiliser ses excédents hivernaux pour la recharge des aquifères
Le Belcaire connaît régulièrement des problèmes de pollution tant humaine qu'industrielle et a récemment été qualifié de « point noir de la Communauté autonome pour les rejets industriels ».